# Driemanschap van 1813

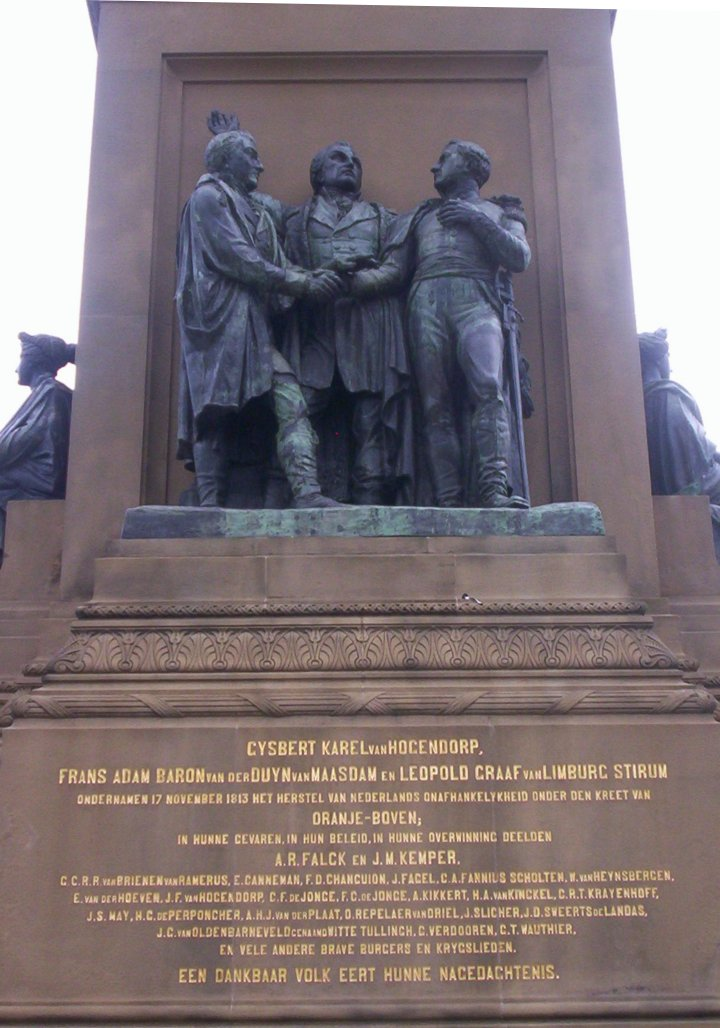
Het Driemanschap van 1813: Gijsbert Karel van Hogendorp, Frans Adam van der Duyn van Maasdam en Leopold van Limburg Stirum op het monument op Plein 1813 te Den Haag

Het Algemeen Bestuur of het Driemanschap van 1813, bestuurde Nederland kortstondig aan het einde van de napoleontische periode, voordat Willem I der Nederlanden de troon besteeg. Het driemanschap bestond uit Gijsbert Karel van Hogendorp, Frans Adam van der Duyn van Maasdam en Leopold van Limburg Stirum.

## Geschiedenis
Het Driemanschap van 1813 werd op 17 november 1813 gevormd, nadat de Franse gouverneur Charles-François Lebrun en een belangrijk deel der Franse troepen halsoverkop het gebied van de Hollandse departementen, het latere Nederland,verlieten en het regeringloos achterlieten. De terugtrekking van de Franse troepen was het resultaat van de rampzalige campagne van Napoleon tegen Rusland, zijn nederlaag in de Slag bij Leipzig (ook de Volkerenslag genoemd) en de daaropvolgende terugdrijving van de Franse troepen naar Frankrijk door de troepen van de Zesde Coalitie.
Dit Driemanschap vaardigde op 20 november 1813 in Den Haag de proclamatie uit waarin het het algemeen bestuur ter hand nam en verklaarde dat Nederland vrij was van de Franse overheersing. De volgende dag volgde een proclamatie waarin een Soeverein Vorstendom der Verenigde Nederlanden werd uitgeroepen, met de kennisgeving dat er een "Algemeen Bestuur der Vereenigde Nederlanden is, in naam van de Prins van Oranje" en dat "alle landgenoten worden ontslagen van hun eed van trouw aan de Keizer der Fransen".

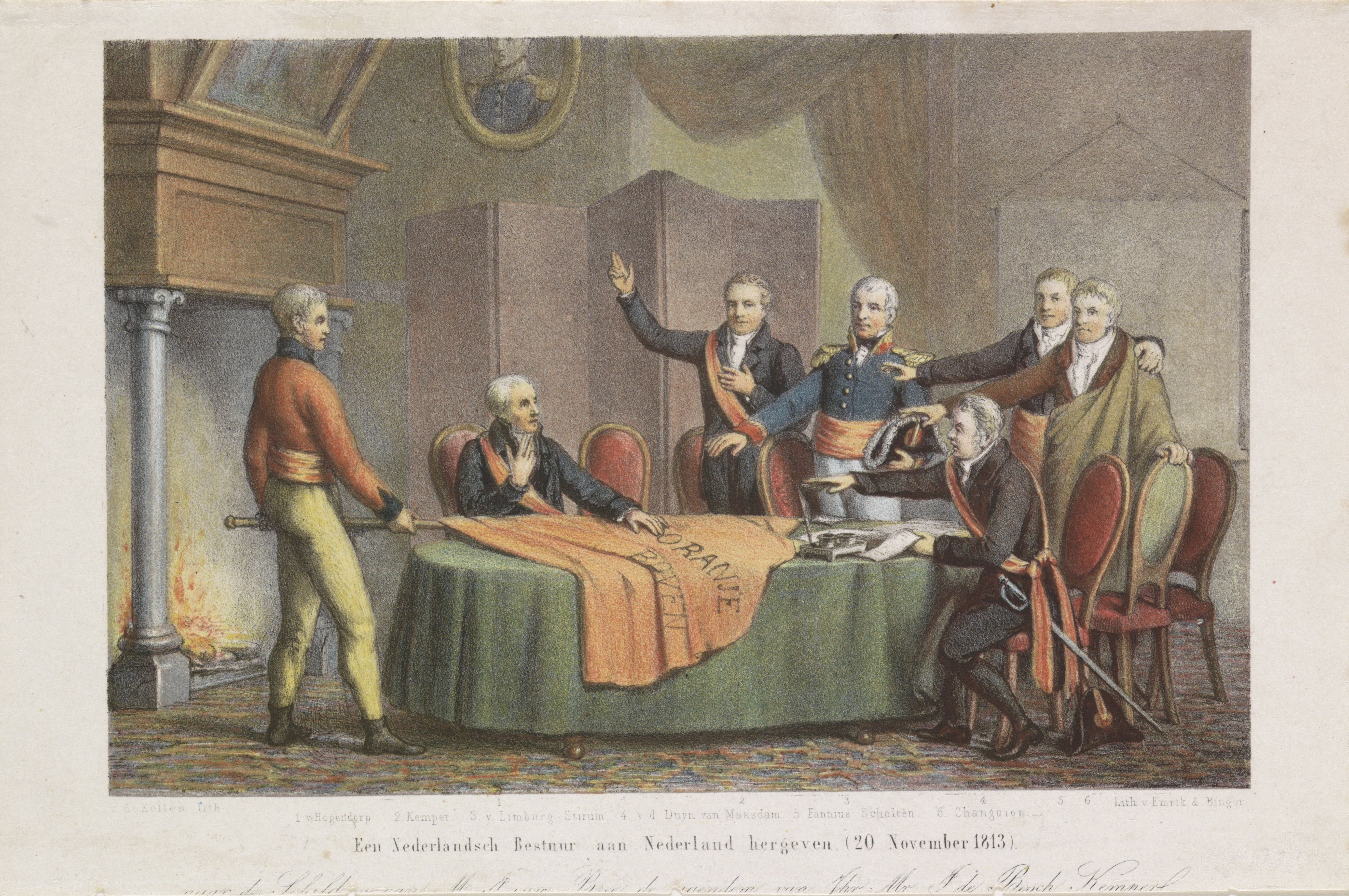
"Een Nederlandsch Bestuur aan Nederland hergeven": Aanvaarding van het Hoog Bewind door het Driemanschap in naam van de prins van Oranje, 20 november 1813

Op 21 november werd Reinhard Falck benoemd tot algemeen secretaris van het Algemeen Bestuur. Voordat hij op 29 november uit Amsterdam arriveerde, fungeerde François Daniël Changuion als algemeen secretaris.
De drie staatslieden nodigden de in Nederland vrijwel vergeten Prins van Oranje, de latere Koning Willem I der Nederlanden, per brief uit om naar 's-Gravenhage te komen en als "soeverein vorst" de regering op zich te nemen. Het doel hiervan was om zo een anarchie, of een mogelijke annexatie van Nederland door Pruisen of Brittanje, te voorkomen.
Willem aanvaardde hun uitnodiging en een Engels fregat bracht hem naar de kust van Scheveningen waar hij op 30 november 1813 voet op Nederlandse bodem zette. Op 1 december werd Willem tot soeverein vorst uitgeroepen, wat op 2 december door hem werd aanvaard. Vier dagen later, op 6 december 1813, nadat ze hun doel hadden bereikt, ontsloeg Willem het Algemeen Bestuur en nam de regering van dat land op zich. De internationale erkenning van Willem I als vorst en de eerste koning van Nederland kwam echter pas tot stand in 1815 bij het Congres van Wenen.